# Henry Thomas Peters

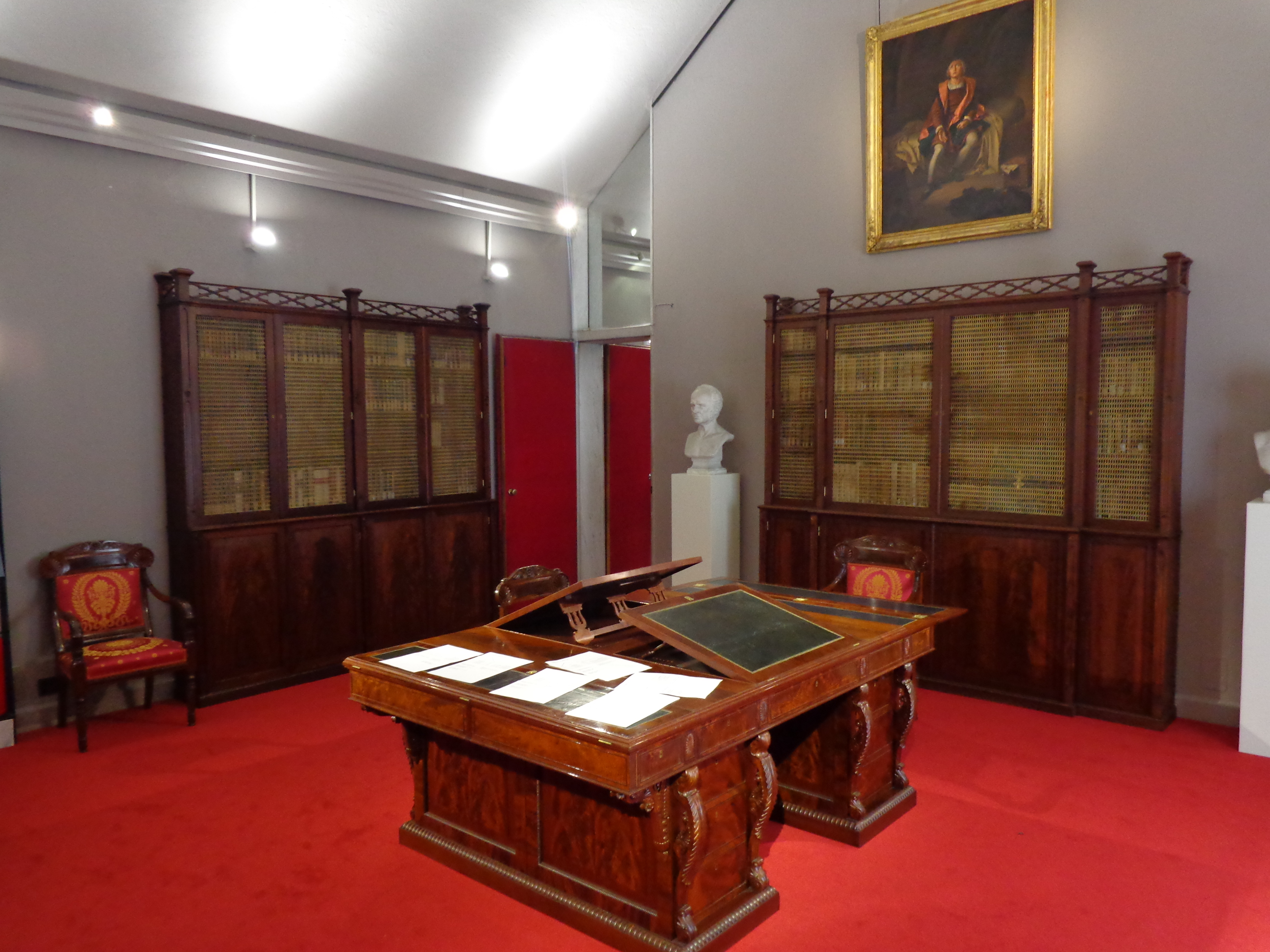
Biblioteca Brignole-Sale realizzata intorno al 1840 dal Peters, Palazzo Rosso (Genova).

Henry Thomas Peters (Windsor, 11 novembre 1792 – Genova, 19 settembre 1852) è stato un ebanista britannico.

## Biografia
Figlio di Henry e della francese Jane Gainen, Peters nacque nel novembre del 1792. Giunse a Genova nel 1817 ove ottenne immediato successo come ebanista anche grazie al supporto fornitogli dai suoi principali committenti, ovvero la famiglia Durazzo. 
Nel 1824 è il primo ebanista operante a Genova ad importare ed utilizzare macchine a vapore per la produzione, cosa di cui si fece vanto nelle pubblicità, precursore anche in questo campo, presenti sui vari giornali cittadini.
Oltre ai Durazzo richiesero le prestazioni del Peters anche le famiglie Brignole-Sale e De Mari. Dal 1828 inizia a lavorare anche per Casa Savoia dapprima al Palazzo Reale di Genova e poi dal 1833 al castello Reale di Racconigi.
Ottenne il titolo di "ebanista di sua Maestà" nel 1835 e la famiglia reale si avvalse dei suoi servigi sino al 1848.
Già dal 1832 inizia ad avere problemi di natura finanziaria dovuti al dissipamento del patrimonio accumulato per sostenere l'alto tenore di vita suo è della sua numerosa famiglia: Peters aveva infatti avuto sei figli nati dalla prima moglie Elizabeth Fry, deceduta nel 1826, ed altri sei dalla seconda moglie Helen Harch. 
Dal 1836 inizia ad avere contrasti con varie personalità cittadine tra cui il governatore Filippo Paulucci che lo avrebbe sfavorito in più occasioni costringendo Peters a spendere considerevoli cifre tra avvocati e tribunali. Queste vicende porteranno l'ebanista gradatamente alla rovina finanziaria.
Questi contrasti traevano origine dalle posizioni politiche di tendenze estremamente liberali, addirittura arrivando a posizioni luddiste nonostante fosse colui che per primo aveva introdotto una macchina a vapore nel capoluogo ligure. Peters aveva certamente conosciuti i "luddites" inglesi e seguito la loro storia fino agli arresti ed esecuzioni capitali del 1812, contro cui Lord Byron aveva inutilmente protestato. Talché si può anche pensare che il giovane Peters ne avesse fatto parte (il movimento non era indiscriminatamente contro il macchinismo, ma contro l'utilizzo padronale delle macchine che nel Nottingamshire pregiudicavano il lavoro, praticando peraltro l'autoriduzione dei prezzi nei mercati sotto la guida anche delle mogli o figlie, partecipando agli assalti contro le fabbriche a Manchester.. Era "la nascita del movimento rivoluzionario inglese" che decenni dopo susciterà le speranze e l'attività politica di Marx coi cartisti. Peters era cresciuto e vissuto nel mito e ricordo della madre francese emigrata in Inghilterra e partecipe delle cospirazioni, e della Grande Rivoluzione che identificava con la figura di Napoleone Bonaparte, da lui idolatrato con pari forza all'odio nei confronti del futuro Napoleone terzo, nemico giurato di tutti i repubblicani e democratici genovesi Conoscente di Giuseppe Mazzini, di cui condivideva parzialmente gli ideali (ma Peters classista, le successive associazioni mazziniane piuttosto reparti d'assalto politico repubblicano, come da moti del 1857) provò ad invitarlo ad appoggiare Carlo Alberto di Savoia, che veniva definito da Peters nei suoi scritti "re costituzionale d'Italia".
Notevole fu la sua produzione di libelli in cui perorando la sua causa contro i torti subiti, esprimeva le sue posizioni politiche. Peraltro Mazzini, appreso della decisione di Carlo Alberto di riprendere la guerra, iniziata e subito conclusa nel disastro di Novara, marzo 1849, aveva fatto approvare a Roma la costituzione di una forza militare di appoggio che non poté entrare in azione. Nel 1848 Peters subì un arresto e fu detenuto nelle carceri di Sant'Andrea dove conobbe l'avvocato Diego (Didaco) Pellegrini, leader dei democratici genovesi. In primavera Peters, fondatore del movimento operaio a Genova, promosse i primi scioperi e le agitazioni, in porto e in città, segnatamente i falegnami, suscitando le attenzioni dell'Intendente Castelli e continuando dopo il 1848 nella sua opera di organizzazione come attesta la partecipazione delle associazioni operaie al suo funerale dopo il suicidio, inaugurando il classico funerale democratico dalle porte della città del tempo al cimitero di Staglieno, con la banda, i labari, le bandiere, come nella cronaca del giornale "Lavoro" (il "suo" giornale che aveva fra i principali collaboratori il sacerdote Bartolomeo Bottaro, simbolo del cristianesimo sociale") dei primi anni cinquanta che descrisse la vita di Peters come "una lunga misteriosa storia di dolore". Un genero di Peters, Ratto, famiglia ricca di San Teodoro, fu gravemente ferito nell'insurrezione che il 1 aprile 1849 contrappose le forze popolari e la Guarda Nazionale alle truppe governative e che fu seguita giorni dopo dal bombardamento della città per opera del generale Alfonso La Marmora. Due fratelli del ferito dovettero esulare per venti anni a New York, di cui era cittadino anche il generale Avezzana, capo della Guardia Nazione nella rivolta del 1849, in aiuto al quale il comandante della statunitense Princeton, fece sbarcare i marinai armati che sfilarono in città fra gli applausi della folla e dei combattenti, fino al Consolato.
Quando vinse la medaglia d'argento per un tavolo presentato all'esposizione organizzata in concomitanza del Congresso degli Scienziati Italiani, al ritiro del premio si prodigò in una filippica di stampo politico in cui affermava di non aver ottenuto la medaglia d'oro, che per molti suoi colleghi era effettivamente meritata, solo per ragioni ideologiche, dato il tema sociale affrontato nella decorazione del mobile gli aveva alienato il voto dei giudici.
Lo stile della produzione di Peters è quella tipica della prima metà del XIX secolo, ovvero gli stili regency, il più usato e prodotto, Luigi XVIII, Carlo X, Restaurazione e più raramente Luigi Filippo.
Sue creazioni sono conservate oltre che nei già citati Palazzo Reale di Genova e castello Reale di Racconigi, anche al Palazzo Rosso di Genova.